# Themeda unica
Themeda unica är en gräsart som beskrevs av Shou Liang Chen och T.D.Zhuang. Themeda unica ingår i släktet Themeda och familjen gräs. Inga underarter finns listade i Catalogue of Life.